# Ловушка для родителей (фильм, 1961)
«Ловушка для родителей» (1961) — фильм студии Дисней. В главных ролях Хейли Миллс, Морин О’Хара и Брайан Кит. Сценарий фильма основан на книге «Лотти и Лиза» (нем. Das Doppelte Lottchen) писателя Эриха Кестнера. За основу его книги взят сюжет фильма «Три милые девушки» (1936). «Ловушка для родителей» была номинирована на две премии «Оскар» — за «Лучший звук» и «Лучший монтаж», но в обеих номинациях победу взяла «Вестсайдская история». Позже у фильма было снято три телевизионных продолжения — «Ловушка для родителей II», «Ловушка для родителей III» и «Ловушка для родителей: Медовый месяц на Гавайях» — и ремейк в 1998 году с Линдси Лохан в главной роли.

## Сюжет
Однояйцевые близнецы Шэрон Маккендрик и Сьюзан Эверс (Хейли Миллс) знакомятся в летнем лагере, не понимая поначалу, что являются сёстрами. Соперничая, они устраивают друг другу мелкие пакости. В наказание их запирают в изолированной кабинке, где они выясняют, что обе из неполных семей, а их родители развелись сразу же после их рождения. И они решают поменяться местами — Сьюзан едет в Бостон вместо Шэрон, а Шэрон отправляется в Калифорнию.
Когда Шэрон узнаёт, что их отец собирается жениться, она звонит Сьюзан и они решают, что их матери нужно прилететь в Калифорнию, чтобы помешать свадьбе.

## Создание фильма
Для «раздвоения» Хейли Миллс, игравшей две роли, студия впервые использовала так называемый «натриевый процесс», впоследствии использовавшийся несколько десятилетий.

## В ролях
- Хейли Миллс — Шэрон Маккендрик / Сьюзан Эверс
- Морин О’Хара — Маргарет (Мэгги) Маккендрик
- Брайан Кит — Митч Эверс
- Джоанна Барнс — Вики Робинсон
- Кэтлин Несбитт — Луис Маккендрик
- Уна Меркел — Вербена
- Нэнси Кулп — миссис Грунекер
- Чарльз Рагглз — Чарльз Маккендрик